# Tammo Adriaan ten Berge
Pour les articles homonymes, voir Berge (homonymie).
Tammo Adriaan ten Berge, né en 1756 à Bergen op Zoom et mort le 22 octobre 1830 à Groningue, est un homme politique et juriste néerlandais.

## Biographie
Diplômé en droit à l'université de Groningue, Berge s'installe comme avocat dans cette ville en 1775. Pendant la Révolution batave, Berge est lieutenant dans l'Exercitiegenootschap et est membre de la municipalité de Groningue.
Après l'instauration de la République batave en janvier 1795, il intègre à nouveau la municipalité de Groningue, où il siège à la commission des finances. En février 1796, il en est élu député fédéraliste à la première assemblée nationale batave et présidé cette assemblée du 3 au 17 octobre 1796. Réélu le 1er septembre 1797, il est expulsé de l'assemblée après le coup d'État unitariste du 22 janvier 1798 malgré son appel à prêter le serment contre le fédéralisme.
En juin 1798, il est à nouveau élu à la municipalité de Groningue. En 1803, il devient procureur général puis juge à la cour de justice départementale de Groningue de 1805 à 1812. En 1812 il devient vice-président de la cour puis président de 1821 à sa mort.
Il est également membre du conseil d'administration de l'université de Groningue de 1795 à 1798 puis de 1815 à 1830.